# A Bảo
A Bảo (tiếng Trung: 阿保; ? – 1739) là một vương công Mông Cổ thời nhà Thanh trong lịch sử Trung Quốc, người thừa kế tước vị Trát Tát Khắc Đa La Bối lặc của A Lạp Thiện Ách Lỗ Đặc kỳ thuộc Tây Sáo Mông Cổ. Đồng thời, ông còn là ngạch phò của nhà Thanh khi thành hôn với Đạo Khắc Hân Quận chúa.

## Cuộc đời
A Bảo là con trai thứ 3 của Hòa La Lý – một hậu duệ của Chuyết Xích Cáp Tát Nhi, em trai ruột của Thành Cát Tư Hãn. Năm 1697, Hòa La Lý được Khang Hi phong làm Trát Tát Khắc Đa La Bối lặc, ban cho vùng đất A Lạp Thiện. Năm 1704, Khang Hi lệnh cho A Bảo đến kinh thành, phong làm Ngự tiền Thị vệ. Cùng năm đó, ông được ban hôn với Đạo Khắc Hân Quận chúa, con gái của Trang Thân vương Bác Quả Đạc được Khang Hi nuôi dưỡng trong cung, trở thành Hòa Thạc Ngạch phò của nhà Thanh. Hòa La Lý cũng từ đó mà toàn toàn quy thuận nhà Thanh. Sau khi A Bảo thành hôn, Khang Hi đã lệnh Tuần phủ Cam Túc xây dựng phủ đệ cho quận chúa và ngạch phò ở địa phận Mông Cổ.
Năm 1707, Hòa La Lý qua đời. Đến năm 1709 thì A Bảo quay về A Lạp Thiện kế thừa tước vị của cha. Năm 1723, A Bảo được thăng làm Quận vương, nhưng sau đó vì phạm tội mà lại bị giáng làm Bối lặc vào năm 1729. Hai năm sau, A Bảo được khôi phục tước vị Quận vương. Cũng trong năm 1731, triều đình nhà Thanh thưởng Định Viễn Doanh (定远营) cho A Bảo làm nơi ở và đồn trú, nơi hiện nay là thị trấn Bayanhot, kỳ A Lạp Thiện Tả thuộc minh A Lạp Thiện của khu tự trị Nội Mông. Trong khoảng thời gian tại vị, A Bảo từng phụng lệnh triều đình nhà Thanh xuất quân chinh phạt Chuẩn Cát Nhĩ, đóng quân tại các khu vực có nhiều người Hồi như Kumul, Barkol, Thanh Hải. Sau khi bình định phản loạn, Thanh Hải bộ được quy vào quyền sở hữu của A Lạp Thiện kỳ, người dân bản địa cũng theo A Bảo trở về A Lạp Thiện kỳ. Theo nhiều sử liệu, một bộ phận người Hồi ở Mông Cổ chính là do A Bảo mang về A Lạp Thiện trong lần này, nhân số khoảng 100 người. Thêm vào đó, trong những năm dưới triều Càn Long, người Duy Ngô Nhĩ thường xuyên đến A Lạp Thiện kỳ để buôn bán làm ăn, trong số những người ở lại A Lạp Thiện kỳ có một số người theo đạo Hồi. Đây được xem là khởi đầu của sự truyền bá đạo Hồi vào khu vực A Lạp Thiện.
Năm 1739, A Bảo qua đời. Theo ghi chép của Di Thân vương Hoằng Hiểu chịu trách nhiệm quản lý sự vụ Lý phiên viện về tấu thỉnh của Đạo Khắc Hân Quận chúa dâng lên Càn Long sau khi chồng qua đời, hai người vốn có 3 người con nhưng con trưởng lại mất sớm, hiện chỉ còn người con thứ mới 6 tuổi và người con út mới 5 tuổi. Trừ hai người con trai này, A Bảo không còn người con trai nào khác. Vì vậy Đạo Khắc Hân Quận chúa tấu thỉnh xin cho phép người trai thứ được thừa kế tước Vương. Sau khi triều đình nhà Thanh cho phép, người con trai thứ là La Bặc Tàng Đa Nhĩ Tế thừa kế tước vị. Theo quy định tập tước của nhà Thanh, vì tước vị không phải thiết mạo tử vương nên khi thừa kế sẽ bị giảm xuống một bậc. La Bặc Tàng Đa Nhĩ Tế được phong làm Bối lặc.

## Gia đình
- Chính thất: Đạo Khắc Hân Quận chúa
- Con trai:

1. Cổ Mộc Bố Tảo (古木布早), được phong tước Bối tử, mất sớm
2. La Bặc Tàng Đa Nhĩ Tế (拉布藏多尔济; 1734 – 1783), thừa kế tước vị Trát Tát Khắc, về sau trở thành A Lạp Thiện kỳ Trát Tát Khắc Thân vương.
3. Lạp Nhĩ Tể Vượng Thư Khắc (拉尔济旺书克; 1735 – ?), được phong tước Bối tử.

- Con gái: Đích Phúc tấn của Bối lặc Dận Y – hoàng tử thứ 20 của Khang Hi.[3]